# Andy Caldecott

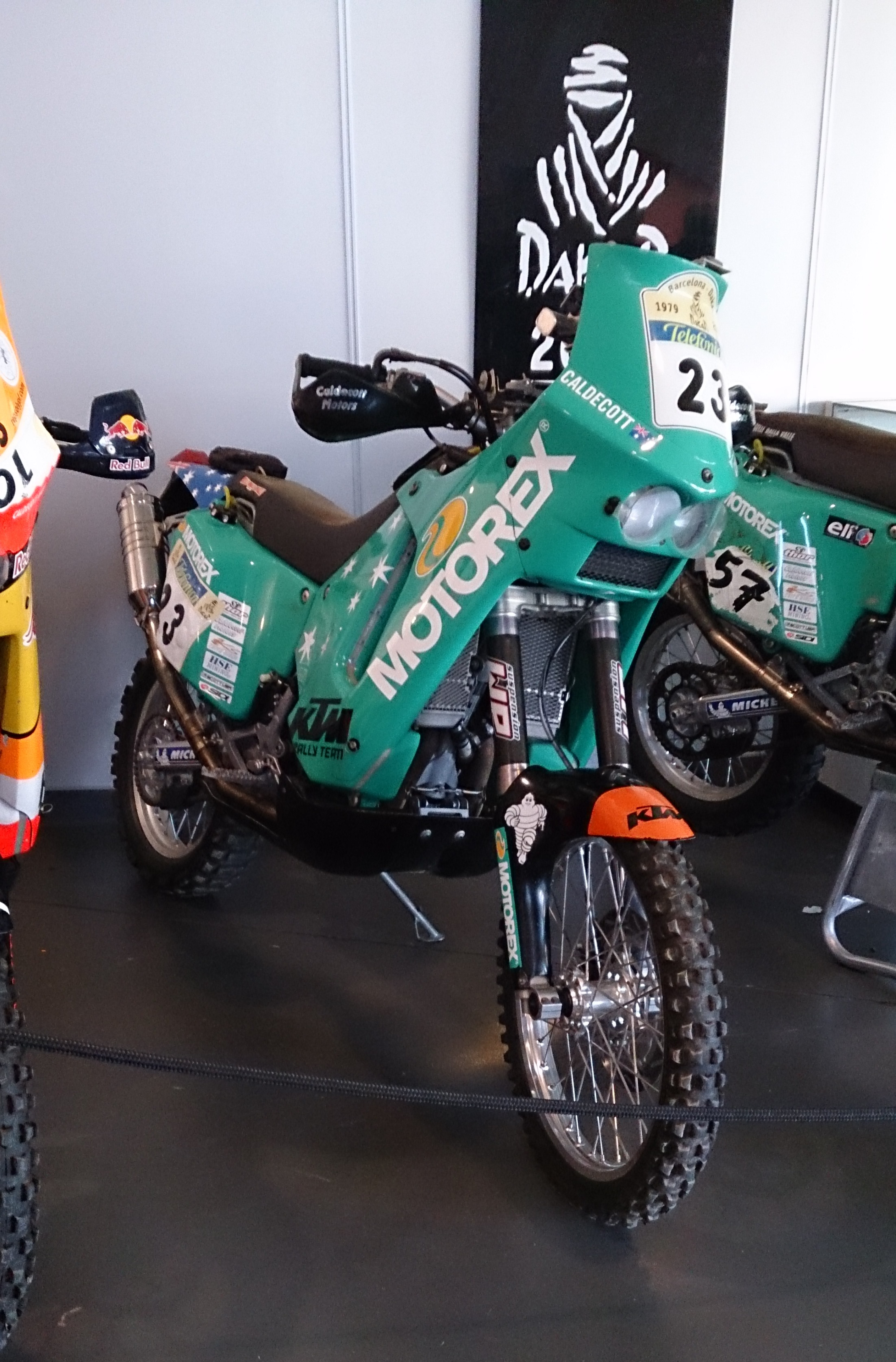
De KTM waarmee Caldecott zesde werd in Parijs-Dakar 2005

Andy Caldecott (Keith, Zuid-Australië, 10 augustus 1964 - Mauritanië, 9 januari 2006) was een Australische motorcoureur. 
Caldecott won in de jaren 2001 tot en met 2004 viermaal de Australian Safari. Hij deed driemaal mee aan de Parijs-Dakar: in 2004 haalde hij Dakar niet en in 2005 werd hij zesde. In de editie van 2006 deed hij goed mee in de top. Op 2 januari won hij de derde etappe van Nador naar Er Rachidia. In het algemeen klassement stond hij op de zesde plaats, totdat hij in de negende etappe tussen Nouakchott en Kiffa zijn nek brak bij een ongeluk. Caldecott was op slag dood.